# 剑州 (先天)
剑州，中国唐朝至明朝期间在今四川省境内的设立的一个州。
唐玄宗先天二年（713年）改始州置，治所在普安县（今四川省剑阁县）。取剑阁为名。辖境相当今四川省剑阁、梓潼等县地。下辖普安县、永归县、临津县、梓潼县、武连县、阴平县、剑门县、黄安县（881年改为普成县）。宋朝属利州路。南宋绍熙元年（1190年）升为隆庆府。元至元二十年（1283年）复为剑州。属广元路。明洪武六年（1373年）省普安县入州。属保宁府，1913年废州改为剑阁县。
唐朝剑州刺史
- 杨执一（710年—711年）
- 柳儒（716年—718年）
- 郭某（718年—719年）
- 独孤炫（734年）
- 王英（开元年间）
- 普安郡太守
- 李昌巎（766年）
- 崔同（大历年间）
- 李椿（大历年间）
- 张彧（建中年间，未任）
- 韦明宸（贞元年间）
- 裴俭（贞元年间）
- 李某（804年之前）
- 文德昭（806年）
- 崔实成（807年）
- 王潜（元和年间）
- 王建侯（元和年间）
- 李宗闵（821年）
- 邢册（824年）
- 王某（开成年间）
- 窦纁（会昌年间—847年）
- 蒋侑（852年—854年）
- 刘成师（854年—855年）
- 李弘毅（大中、咸通年间）
- 李讽（873年）
- 苏导（广明年间）
- 姚卓文（884年—885年）
- 郭淮（885年）
- 张彦昭（乾宁年间）
- 王宗伟（901年—902年）
- 王朏（唐末）
- 郭佐殷